# Хаммершмидт, Рудольф

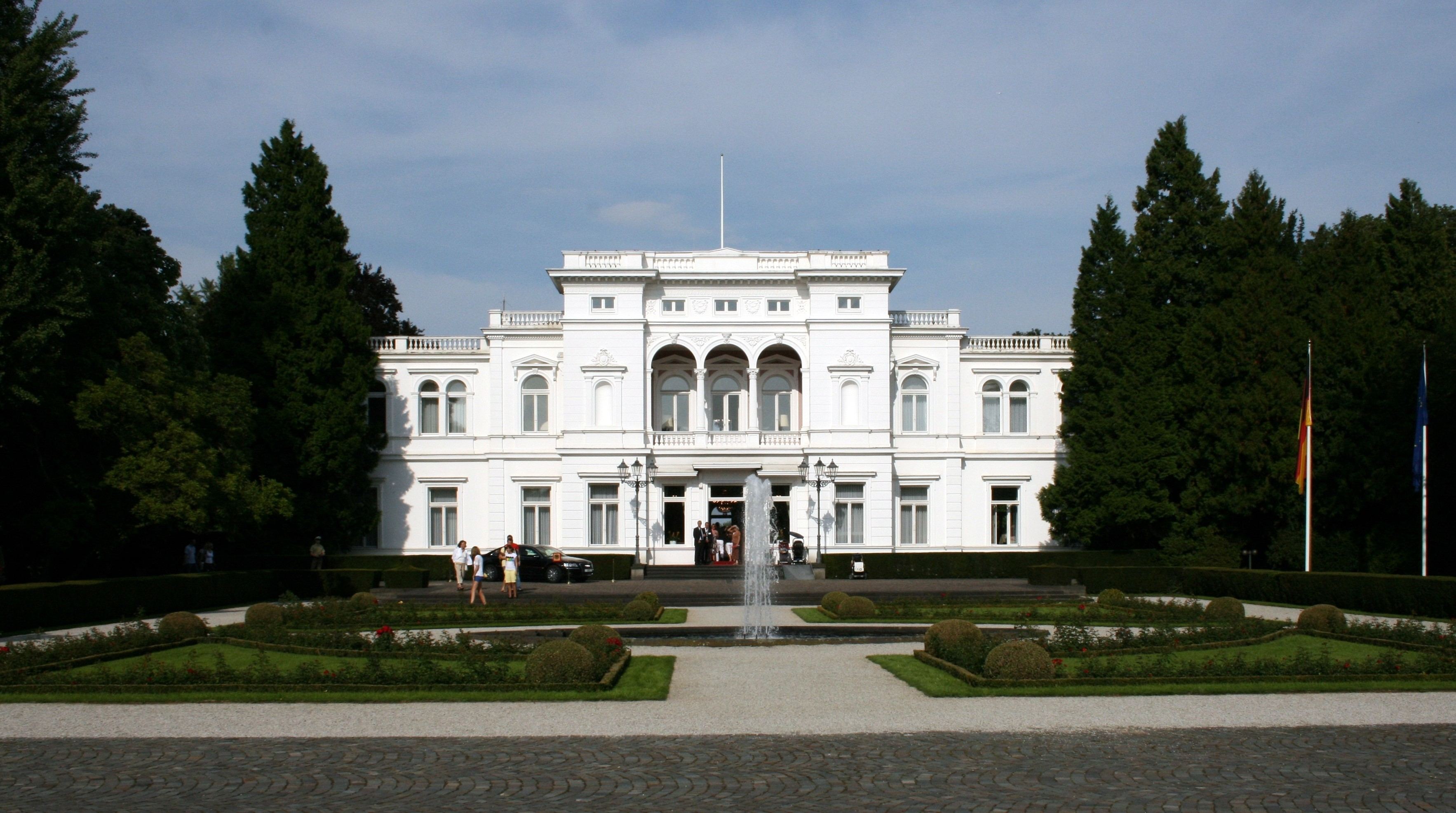
Вилла Хаммершмидта в Бонне

Рудо́льф Ха́ммершмидт (нем. Rudolf Hammerschmidt; 19 июля 1853, Дортмунд — 14 мая 1922, Бонн) — тайный советник коммерции, немецкий фабрикант и коллекционер искусства. Имя Рудольфа Хаммершмидта носит вторая резиденция федерального канцлера Германии — вилла Хаммершмидта в Бонне.

## Биография
Рудольф был третьим из пяти детей в семье Бернхарда Хаммершмидта и его супруги Луизы Айхельберг. Его отец работал учителем и органистом, позднее занялся в Билефельде торговлей льном. Дед Рудольфа владел бумажной фабрикой и долями участия в нескольких ткацких фабрик. Хаммершмидт учился в билефельдской гимназии, по окончании которой работал у отца.
В 1876 году Рудольф Хаммершмидт отправился в Россию и основал в Санкт-Петербурге компанию R. B. Hammerschmidt Manufakturwaren en gros und Agentur, размещавшуюся на Невском проспекте. В 1882 году Хаммершмидт женился на Минне Элизабет Рётгер, у них родился сын Вильгельм и дочь Луиза Юлия. Супруга Хаммершмидта была дочерью издателя и книготорговца Карла Карловича Рётгера. Хаммершмидт работал в его издании Russische Revue.
В 1894—1908 годах Рудольф Хаммершмидт являлся единственным управляющим Невской ниточной мануфактуры и Невской бумагопрядильной мануфактуры, в настоящее время ОАО «Прядильно-ниточный комбинат им С. М. Кирова». Мануфактура в то время считалась крупнейшим производителем швейных ниток в Европе. Кроме того, Хаммершмидт владел долей участия в шахте «Сатурн» в верхнесилезском Сосновице и в Нарвской стеклянной мануфактуре в Ревеле.
В 1898 году семья Хаммершмидтов решила вернуться в Германию. Хаммершмидт в том же году договорился о приобретении у сахарозаводчика Леопольда Кёнига его недвижимости в Бонне. В конце 1899 года Кёниг продал Хаммершмидту свою виллу в Бонне за 700 тыс. золотых марок, в мае 1900 года семья Хаммершмидта поселилась на вилле, которая впоследствии стала известна именно под его фамилией. В 1950 году вилла Хаммершмидта была выкуплена государством и оборудована под официальную резиденцию федерального президента ФРГ. Рудольф Хаммершмидт выехал из России в Германию весной 1901 года и привёз с собой многочисленные произведения искусства. Для родителей Рудольф приобрёл виллу Хаммершмидта в Билефельде, а также владел ещё крупным поместьем под Килем.
По предложению посла Германии в России в 1910 году Рудольфу Хаммершмидту было присвоено звание тайного советника коммерции. На 1913 год его состояние оценивалось в 20 млн золотых марок, а ежегодный доход составлял 900 тыс. золотых марок. Своё имущество в России Хаммершмидт потерял после Октябрьской революции.